# Glykogenolýza
Glykogenolýza je štěpení polysacharidu glykogenu ve svalech a játrech na glukózu (resp. glukózu-1-fosfát). Glukóza-1-fosfát je pak účinkem enzymu fosfoglukomutázy přeměněna na glukózu-6-fosfát, která je součástí glykolytické dráhy i pentózofosfátového cyklu. Při nízké koncentraci glukózy v krvi se v játrech může glukóza-6-fosfát defosforylovat enzymem glukóza-6-fosfatáza na glukózu, která je uvolněna do krve. Glykogenolýza probíhá v cytoplazmě.
Enzymem štěpící glykogen se nazývá glykogenfosforyláza, která katalyzuje tzv. fosforolýzu (analogie k hydrolýze, místo vody je přidán zbytek kyseliny fosforečné):
(Glc)n → (Glc)n-1+ Glc-1-P

glukóza-1-fosfát

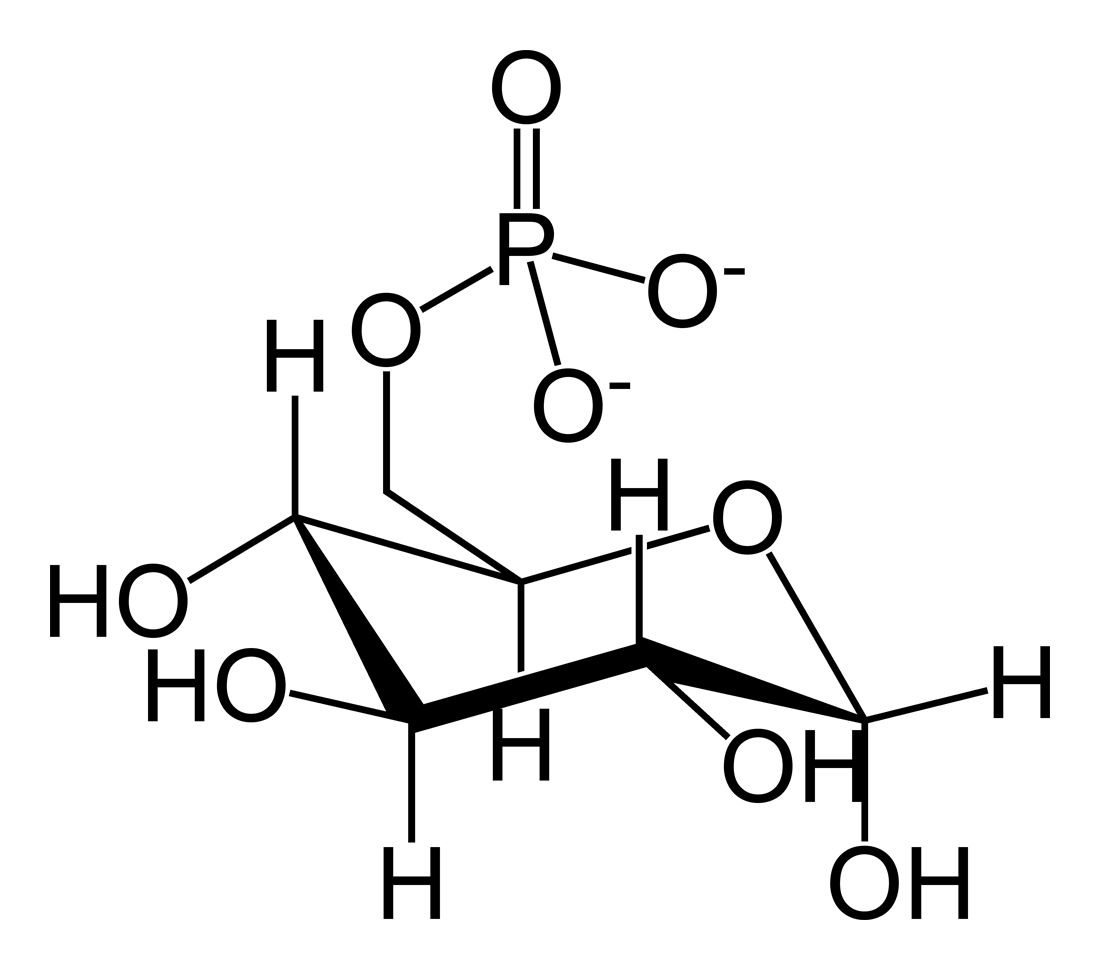
glukóza-6-fosfát

Ke štěpení dochází postupně od neredukujících konců. Vysoký stupeň větvení glykogenu (= mnoho neredukujících konců) přispívá k rychlé mobilizaci zásob glukózy.

## Regulace glykogenolýzy
Glykogenolýza (a spolu s ní i syntéza glykogenu) je regulována převážně koncentrací glukózy v krvi (glykémií) a energetickými potřebami organismu. Metabolismus glykogenu je řízen jednak metabolicky (cytoplazmatická koncentrace ATP, Glc-6-P, AMP) a jednak hormonálně (převážně hormony inzulin, glukagon, adrenalin a noradrenalin).
- metabolická kontrola: ATP a Glc-6-P allostericky inhibují a AMP allostericky aktivuje svalovou glykogenfosforylázu. Glykogensyntáza je allostericky aktivovaná Glc-6-P
- hormonální kontrola: Glukagon i adrenalin aktivují glykogenolýzu a inhibují syntézu glykogenu, zatímco inzulin funguje právě naopak.

## Enzymy metabolismu glykogenu
- glykogenolýza
  - glykogenfosforyláza – fosforolýza lineárních částí glykogenu na glukosa-1-fosfát, není schopna štěpit glykogen poblíž větvení (minimální vzdálenost musí být ~5 glukóz
  - α(1→4)-transglykosyláza – tzv. linearizující enzym, přenáší poslední 3 glukózové jednotky z glykogenových větví, jakmile zbyly jen 4, a tedy nemůže zasáhnout glykogenfosforyláza
  - α(1→6)-glukosidáza – odebírá poslední zbylou glukózovou jednotku glykogenové větve hydrolýzou této α(1→6) vazby (jediná část glykogenolýzy, kdy nevzniká fosforylovaná glukóza).
  - fosfoglukomutáza – přeměňuje glukózu-1-fosfát na glukózu-6-fosfát
- syntéza glykogenu
  - glykogensyntáza – syntetizuje připojování glukózy ke glykogenu vazbou α(1-4). Jako prekurzor glukózy využívá UDP-glukózu.
  - amylo(1,4→1,6)-transglykosyláza – tzv. větvící enzym. Z konce hlavního vlákna glykogenu přenáší krátké úseky (~7 glukóz) a připojuje je na jiné místo hlavního vlákna vazbou α(1-6), takto přenesené úseky mohou být dále prodlužovány glykogensyntázou
  - UDP-glukóza pyrofosforyláza – z glukózy-1-fosfát a UTP syntetizuje UDP-glukózu (UTP + Glc-1-P → UDP-Glc + PPi)
  - glykogenin – protein syntetizující první krátký úsek glykogenu (~ 7 glukóz), který pak dále rozvíjí glykogensyntáza. Glykogensyntáza není schopna započít syntézu molekuly glykogenu de novo, umí pouze prodlužovat už existující řetězce glykogenu.